# Marathon de Berlin 2012
Navigation
Édition précédente Édition suivante
Le Marathon de Berlin de 2012 est la 39e édition du Marathon de Berlin, en Allemagne, qui a eu lieu le dimanche 30 septembre 2012. C'est le troisième des World Marathon Majors à avoir lieu en 2012 après le Marathon de Boston et le Marathon de Londres. Le Kényan Geoffrey Mutai remporte la course masculine avec un temps de 2 h 4 min 15 s. L'Éthiopienne Aberu Kebede s'impose chez les femmes en 2 h 20 min 30 s.

## Résultats

### Hommes
| Rang | Athlète           | Nationalité | Temps                |
| ---- | ----------------- | ----------- | -------------------- |
|      | Geoffrey Mutai    | Kenya       | 2 h 04 min 15 s (PB) |
|      | Dennis Kimetto    | Kenya       | 2 h 04 min 16 s (PB) |
|      | Geoffrey Kipsang  | Kenya       | 2 h 06 min 12 s (PB) |
| 4    | Nicholas Kamakya  | Kenya       | 2 h 08 min 28 s      |
| 5    | Josphat Keiyo     | Kenya       | 2 h 08 min 41 s      |
| 6    | Josphat Jepkopol  | Kenya       | 2 h 08 min 44 s      |
| 7    | Jonathan Maiyo    | Kenya       | 2 h 09 min 19 s      |
| 8    | Eliud Kiptanui    | Kenya       | 2 h 09 min 59 s      |
| 9    | Felix Keny        | Kenya       | 2 h 10 min 22 s      |
| 10   | Masakazu Fujiwara | Japon       | 2 h 11 min 31 s      |

### Femmes
| Rang | Athlète              | Nationalité | Temps                |
| ---- | -------------------- | ----------- | -------------------- |
|      | Aberu Kebede         | Éthiopie    | 2 h 20 min 30 s (PB) |
|      | Tirfi Tsegaye        | Éthiopie    | 2 h 21 min 19 s (PB) |
|      | Olena Shurkhno       | Ukraine     | 2 h 23 min 32 s (NR) |
| 4    | Flomena Chepchirchir | Kenya       | 2 h 24 min 56 s      |
| 5    | Fate Tola            | Éthiopie    | 2 h 25 min 14 s (PB) |
| 6    | Alevtina Biktimirova | Russie      | 2 h 28 min 45 s      |
| 7    | Caroline Chepkwony   | Kenya       | 2 h 30 min 34 s (PB) |
| 8    | Anna Hahner          | Allemagne   | 2 h 30 min 37 s      |
| 9    | Sonia Samuels        | Royaume-Uni | 2 h 30 min 56 s (PB) |
| 10   | Degefa Biruktayit    | Éthiopie    | 2 h 33 min 27 s      |

### Fauteuils roulants (hommes)
| Rang | Athlète                | Nationalité | Temps           |
| ---- | ---------------------- | ----------- | --------------- |
|      | Marcel Hug             | Suisse      | 1 h 29 min 43 s |
|      | Heinz Frei             | Suisse      | 1 h 29 min 48 s |
|      | Rafael Botello Jimenez | Espagne     | 1 h 32 min 54 s |

### Fauteuils roulants (femmes)
| Rang | Athlète              | Nationalité | Temps           |
| ---- | -------------------- | ----------- | --------------- |
|      | Sandra Graf          | Suisse      | 1 h 46 min 19 s |
|      | Francesca Porcellato | Italie      | 1 h 56 min 37 s |
|      | Yvonne Sehmisch      | Allemagne   | 2 h 06 min 26 s |